# Intrínseca
Intrínseca é uma editora brasileira, responsável pela publicação de diversos livros de ficção e não-ficção no país.
Atualmente, é uma das cinco maiores editoras do Brasil, considerando o número de livros vendidos. A Intrínseca publica, em média, 30 livros por ano. Metade de suas ações pertencem a Editora Sextante.

## História
A Intrínseca foi fundada em dezembro de 2003, por Jorge Oakim. O primeiro livro lançado pela editora  foi Hell, da francesa Lolita Pille. Ela cresceu de forma significativa quando obteve os direitos de lançamento de A Menina que Roubava Livros, de Markus Zusak, no Brasil; o livro vendeu mais de um milhão de cópias no país, e a editora se associou, então, à Sextante. A Intrínseca vendeu 725 mil exemplares em 2008, número que subiu para 3,8 milhões em 2009, após o lançamento da série Crepúsculo. Parte do sucesso da editora no mercado de livros se deve a sua atenção à demanda dos fãs de certas obras na internet; apesar de não contar com um sistema para pedidos diretos dos fãs, a Intrínseca tem uma equipe que monitora as comunidades de leitores e mantém contato permanente com fã-clubes.
Em 2010, entrou no mercado de histórias em quadrinhos, publicando o primeiro volume da graphic novel baseada no livro Crepúsculo. Em 2011, a editora lançou o segundo volume, bem como uma nova graphic novel, desta vez inspirada na série Percy Jackson & the Olympians. Em dezembro de 2011, a Intrínseca anunciou que iniciaria a publicação de livros em formato e-book; o lançamento simultâneo de obras em suas versões impressa e digital se iniciaria no começo de 2012 e a editora esperava ter, até março, cerca de 95% de todo seu catálogo no novo formato. Atualmente, a editora já conta com quase 700 obras publicadas, de mais de 300 autores nacionais e internacionais, como John Green, E L James, Jojo Moyes, Sthepanie Meyer entre outros.

## Publicações

### Séries
- Série A Roda do Tempo (Robert Jordan)
  - O Olho do Mundo
  - A Grande Caçada
  - O Dragão Renascido
  - A Ascensão da Sombra
  - As Chamas do Paraíso
  - Senhor do Caos
  - Uma Coroa de Espadas
  - O Caminho das Adagas
- Série Crepúsculo (Stephenie Meyer)
  - Crepúsculo
  - Lua Nova
  - Eclipse
  - Amanhecer
  - A Breve Segunda Vida de Bree Tanner
  - Crepúsculo: Guia Oficial Ilustrado da Série
- Série Percy Jackson e os Olimpianos[10] (Rick Riordan)
  - O Ladrão de Raios
  - O Mar de Monstros
  - A Maldição do Titã
  - A Batalha do Labirinto
  - O Último Olimpiano
  - Os Arquivos do Semideus
- Série As Crônicas dos Kane (Rick Riordan)
  - A Pirâmide Vermelha
  - O Trono de Fogo
  - A Sombra da Serpente
- Série Heróis do Olimpo (Rick Riordan)
  - O Herói Perdido
  - O Filho de Netuno
  - A Marca de Atena
  - A Casa de Hades
  - O Sangue do Olimpo
- Série Os Legados de Lorien (Pittacus Lore)
  - Eu Sou o Número Quatro
  - O Poder dos Seis
  - A Ascensão dos Nove
  - A Queda dos Cinco
  - A Vingança dos Sete
  - O Destino da Número Dez
  - Unidos Somos Um
  - Os Arquivos Perdidos: Os Legados da Número Seis
- Série Cinquenta Tons de Cinza (E. L. James)
  - Cinquenta Tons de Cinza
  - Cinquenta Tons Mais Escuros
  - Cinquenta Tons de Liberdade
- Série How to Train Your Dragon[11] (Cressida Cowell)
  - How To Train Your Dragon
  - How to Be a Pirate
  - How to Speak Dragonese
  - How to Cheat a Dragon's Curse
  - How to Twist a Dragon’s Tale
  - A Hero’s Guide to Deadly Dragons
  - How to Ride a Dragon's Storm
  - How to Break a Dragon's Heart
  - How to Steal a Dragon's Sword
  - How to Seize a Dragon's Jewel
  - How to Betray a Dragon's Hero
  - How To Fight A Dragon's Fury
  - How to Train Your Viking
- Série Os Imortais[3] (Alyson Noël)
  - Para Sempre
  - Lua Azul
  - Terra de Sombras
  - Chama Negra
  - Estrela da Noite
  - Infinito
- Série Hush, Hush (Becca Fitzpatrick)
  - Sussurro[12]
  - Crescendo
  - Silêncio
  - Finale
- Série Magnus Chase and the Gods of Asgard (Rick Riordan)
  - The Sword of Summer
  - The Hammer of Thor
- Série Feita de Fumaça e Osso (Laini Taylor)
  - Feita de Fumaça e Osso
  - Dias de Sangue e Estrelas
  - Sonhos com Deuses e Monstros
- Série Five Nights at Freddy's (Scott Cawthon e Kira Breed-Wrisley)
  - Five Nights at Freddy's: Os Olhos Prateados
  - Five Nights at Freddy's: Os Distorcidos
  - Five Nights at Freddy's: A Última Porta

### Outros livros
- Tartarugas Até lá Embaixo (John Green)
- A Hospedeira[13] (Stephenie Meyer)
- A Menina que Roubava Livros[14] (Markus Zusak)
- Um Dia[15] (David Nicholls)
- Os Ladrões de Cisne
- O que aconteceu na Terra (Christopher Lloyd)
- A Culpa É das Estrelas (John Green)
- O Teorema Katherine (John Green)
- Cidades de Papel (John Green)
- Quem é Você, Alasca? (John Green)
- Garota Exemplar (Gillian Flynn)
- Objetos Cortantes (Gillian Flynn)
- Lugares Escuros (Gillian Flynn)
- O Lado Bom da Vida (Matthew Quick)
- Perdão, Leonard Peacock (Matthew Quick)
- Uma Breve História do Tempo (Stephen Hawking)
- Selva de Gafanhotos (Andrew Smith)
- Toda Luz Que Não Podemos Ver (Anthony Doerr)
- Caixa de Pássaros (Josh Malerman)
- Piano Vermelho (Josh Malerman)
- Até Você Ser Minha (Samantha Hayes)
- Grande Irmão (Lionel Shriver)
- Precisamos Falar Sobre o Kevin (Lionel Shriver)
- O Mundo Pós-Aniversário (Lionel Shriver)
- Dupla Falta (Lionel Shriver)
- Geekerela (Ashley Poston)
- Mulheres sem nome (Martha Hall Kelly)
- Tempo é Dinheiro (Lionel Shriver)
- Gelo Negro (Becca Fitzpatrick)
- O Segredo do meu marido (Liane Moriarty)
- Pequenas Grandes Mentiras (Liane Moriarty)
- Até que a culpa nos separe (Liane Moriarty)
- A Visita Cruel do Tempo (Jennifer Egan)
- O Torreão (Jennifer Egan)
- Circo Invisível (Jennifer Egan)
- O Substituto (David Nicholls)
- Endurance: Um ano no espaço (Scott Kelly)
- Vejo você no espaço (Jack Cheng)
- Resposta Certa (David Nicholls)
- Nós (David Nicholls)
- A Arte de Pedir (Amanda Palmer)
- Extraordinário (R.J. Palácio)
- 365 Dias Extraordinários (R.J. Palácio)
- O Ocenao no Fim do Caminho (Neil Gailman)
- Ache Momo (Andrew Knapp)
- Eu Sou o Mensageiro (Markus Zusak)
- A Garota Que eu Quero (Markus Zusak)
- O Primeiro Homem (James R. Hansen)
- O Homem de Giz (C.J. Tudor)